# Monasterio de San Andrés (Cirueña)
El Monasterio de San Andrés de Cirueña estuvo situado en el municipio de Cirueña en La Rioja (España).
Se tiene constancia de su existencia en el año 950. 
Del año 972 existen dos documentos en los que se refleja que Sancho Garcés II de Navarra entregó al abad del monasterio la villa de Cirueña, concediendo a esta fuero días después.
En 1052 pasó a depender del Monasterio de Santa María la Real de Nájera.
En 1074 Sancho Garcés IV de Navarra donó a este monasterio la Iglesia de Santa María, que se situaba cerca de Pazuengos.
Cercano a Uruñuela se encontraba el cenobio de Santa Catalina de Santurdejo, que pertenecía a este monasterio. Tenía una triple advocación: Santa María Virgen, San Miguel Arcángel y San Andrés, aunque finalmente perduró la de este último. Se hallaba junto a la actual iglesia parroquial de Cirueña. En la actualidad no existe resto alguno del monasterio.
- Datos: Q6021303